# Roman Prymula
Roman Prymula (n. Pardubice, 4 de abril de 1964) es un epidemiólogo y político checo.
Durante las fases iniciales de la pandemia de COVID-19 en la República Checa, fue director del Comité Central de Crisis (en checo: ústřední krizový štáb), viceministro de Sanidad y delegado del Gobierno en Ciencia e Investigación en Sanidad. El 21 de septiembre, el primer ministro Andrej Babiš lo nombró ministro de Sanidad tras la dimisión de Adam Vojtěch.
El 23 de octubre de 2020, el tabloide Blesk informó de que Prymula había violado los restricciones impuestas por el gobierno para frenar el avance de la pandemia, lo que provocó que Babiš reclamase su dimisión. Sin embargo, Prymula rechazó dimitir. Finalmente fue reemplazado el 29 de octubre por Jan Blatný.